# Valentino Lazaro
Valentino Lando Lazaro (Graz, 1996. március 24. –) osztrák válogatott labdarúgó, a Torino játékosa.

## Sikerei, díjai
- Red Bull Salzburg:
  - Osztrák Bundesliga: 2013–14, 2014–15, 2015–16, 2016–17
  - Osztrák kupa: 2013–14, 2014–15, 2015–16, 2016–17

## Külső hivatkozások
- Eurosport profil
- Transfermarkt profil